# Z-10
Z-10 (inoffiziell: WZ-10 chinesisch 直-10, Pinyin Zhí-shí) ist der erste in China entwickelte Kampfhubschrauber. Er wird als „heftiger Blitzstrahl“, chinesisch pilihuo (霹雳火 – „Donnerfeuer“), bezeichnet und dient primär als Panzerabwehrhubschrauber.

## Entwicklung
Die chinesischen Heeresflieger sahen eine Lücke bei der Bekämpfung großer gepanzerter Formationen. Da ihnen der Kauf von Mi-24 und AH-1 Cobra verweigert wurde, wurden acht französische Gazelle erprobt. Zur Überbrückung wurden ebenfalls Harbin Z-9 mit Panzerabwehr-Lenkflugkörpern ausgerüstet. Da die chinesische Luftfahrtindustrie bisher lediglich Erfahrungen im Lizenzbau ziviler Mehrzweckhubschrauber hatte, wurde der russische Hubschrauberhersteller Kamow dank dessen langjähriger Erfahrungen mit der Konzeption des Z-10 beauftragt. Unter Verschluss entwickelte Kamow nach den chinesischen Rahmenbedingungen in den 1990er-Jahren das Projekt 941. Der so entworfene Kampfhubschrauber wurde mit Modellen im Windkanal konzipiert. Das Konzept verlangte unter anderem die Integration von Panzerabwehrlenkflugkörpern, FLIR-Sensoren und eine schwenkbare Bug-Maschinenkanone. Nach dem Abschluss der Konzeptionsphase entwickelte das 602. chinesische Entwicklungsinstitut mit Hilfe von Harbin und CAIC unter strikter Geheimhaltung das Projekt ohne russische Hilfe weiter. Er verfügt über moderne Avionik (Fly-by-Wire, IR-Sensoren, Laserentfernungsmesser, MIL-STD-1553B-Datenbus), einen fünfblättrigen Haupt- und einen vierblättrigen x-förmigen Heckrotor. Der Erstflug soll am 29. April 2003 stattgefunden haben. Die Prototypen waren noch mit Pratt&Whitney PT6C-76C-Triebwerken mit je 1268 kW Leistung ausgerüstet, die jedoch nach Protesten der USA nicht für die Serienversion genutzt werden. Durch die schwächeren Serientriebwerke war auch eine Umkonstruktion in Richtung einer Verringerung der Leermasse notwendig. Anfang 2011 haben die chinesischen Heeresfliegertruppen ein erstes Regiment beim 5th Army Aviation Regiment in Nanjing mit etwa acht der nun als Z-10A bezeichneten Hubschrauber in Dienst gestellt.

## Nutzer
Volksrepublik China – chinesisches Heer
- 60 × Z-10 (im Zulauf)

## Technische Daten
| Kenngröße       | Daten                                                                                  |
| --------------- | -------------------------------------------------------------------------------------- |
| Länge           | 14,2 m                                                                                 |
| Breite          | 4,3 m                                                                                  |
| Höhe            | 3,85 m                                                                                 |
| Leermasse       | 5544 kg                                                                                |
| max. Startmasse | 7200 kg                                                                                |
| Antrieb         | zwei Turbinen WZ-9 mit je 957 kW (chinesische Version eines Pratt&Whitney-Triebwerkes) |

## Bewaffnung

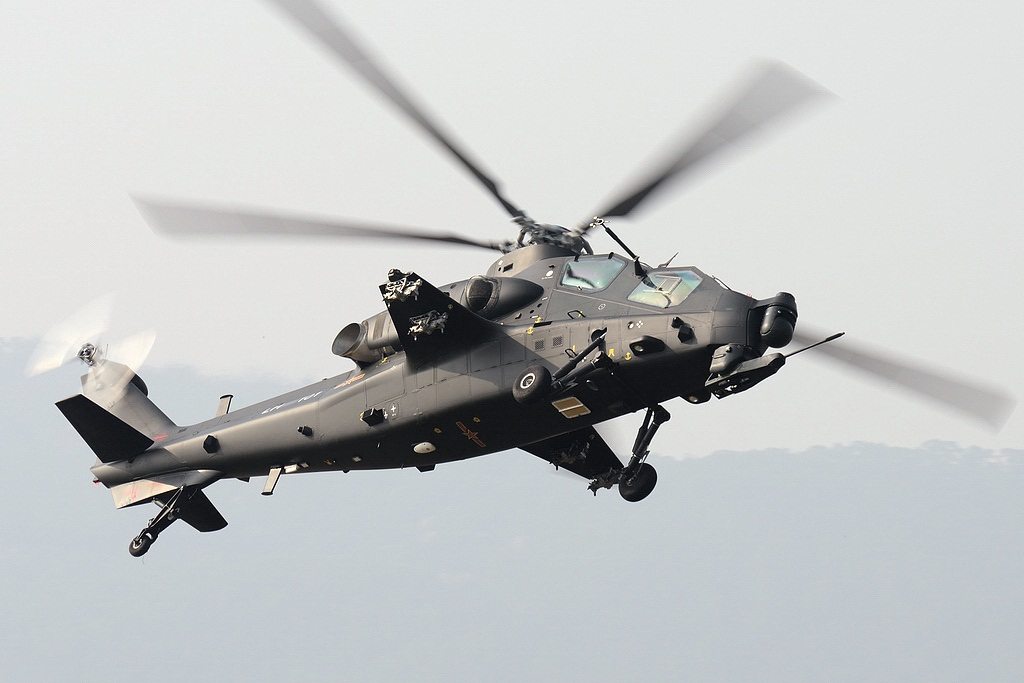
Z-10

Schwenkbar installierte Rohrbewaffnung in Waffendrehturm unter der Nase
- 1 × unbekannte 23-mm-Maschinenkanone
- 1 × chinesische Version der 25-mm-Maschinenkanone M242 Bushmaster
- 1 × chinesische Version der 30-mm-Maschinenkanone Schipunow 2A42

Bewaffnung an vier Außenlaststationen unter den beiden Stummelflügeln
Luft-Luft-Lenkflugkörper
- 1 × Lenkwaffen-Aufhängung für je 4 × HongYing-6
- 1 × Lenkwaffen-Aufhängung für je 4 × QianWei-2
- 2 × Doppel-Lenkwaffenwerfer für je 2 × CAIC TY-90

Luft-Boden-Lenkflugkörper (Panzerabwehr-Lenkflugkörper)
- 2 × Lenkwaffen-Aufhängungen für je 4 × Norinco Hong Jian-8 (HJ-8) – drahtferngesteuert
- 2 × Lenkwaffen-Aufhängungen für je 4 × Norinco Hong Jian-9 (HJ-9) – lasergesteuert
- 2 × Lenkwaffen-Aufhängungen für je 4 × Norinco Hong Jian-10 (HJ-10) – drahtferngesteuert

Ungelenkte Luft-Boden-Raketen
- 4 × HF-16B-Raketen-Rohrstartbehälter für je 12 × Luft-Boden-Raketen, Kaliber 57 mm